# A Szív (folyóirat)
A Szív lelkiségi, kulturális és önismereti folyóirat. Tulajdonosa a Jézus Társasága Magyarországi Rendtartománya, közhasználatban a jezsuita rend, kiadja a Jezsuita Kiadó. Megjelenik évente tízszer, két alkalommal dupla szám (július-augusztus és december-január). Terjedelme 68 illetve 94 oldal.

## Története

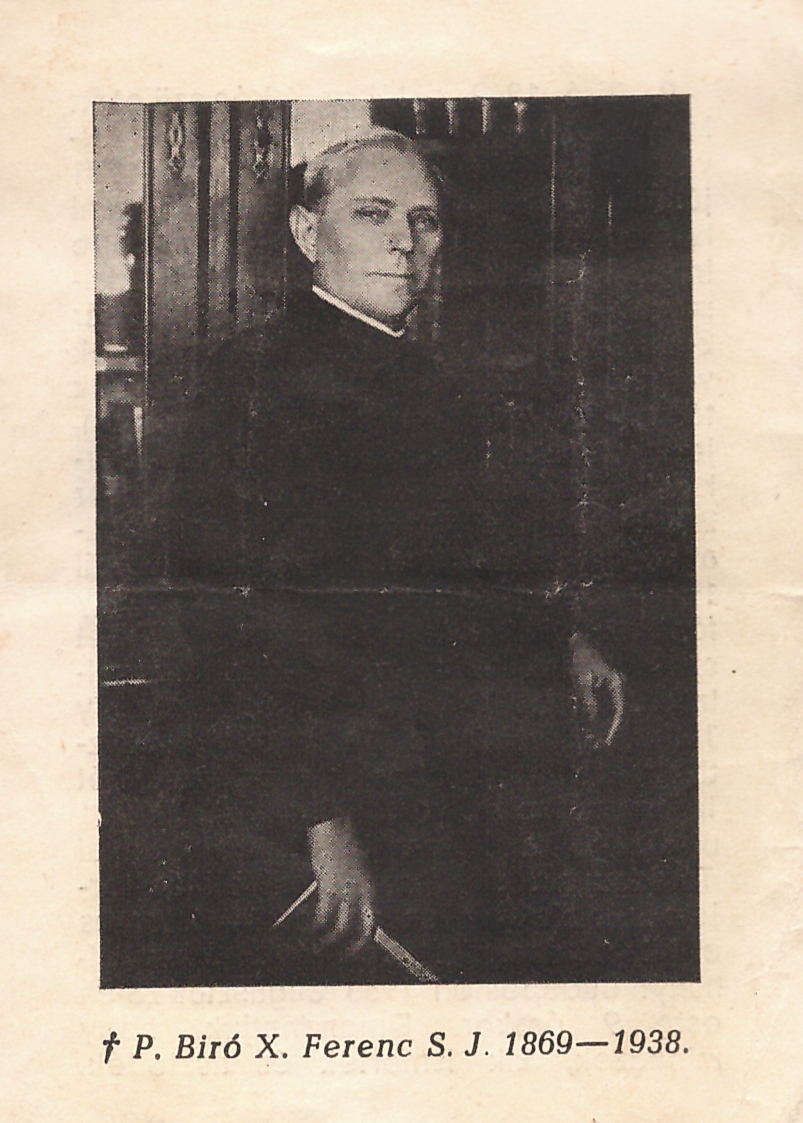

A Szív lelkiségi, kulturális és önismereti folyóirat az egyik legrégebbi folyamatosan megjelenő magyar nyelvű sajtótermék. Bíró Ferenc (1869-1938) jezsuita alapította 1915-ben. Eleinte hetilapként jelent meg. A múlt század harmincas éveire (a gazdasági világválság ellenére) példányszáma megközelítette a kétszázezret, majd a negyvenes években meg is haladta. A második világháború után először a papírhiány, majd 1948-tól a részleges tiltás miatt korlátozott példányszámban jelenhetett meg, de még ekkor is százezer lap talált gazdára egészen az 1951-es betiltásáig.
Néhány hónapos fennakadás után A Szív a kanadai Torontóban jelent meg; az első két-három évben kisebb-nagyobb gyakorisággal, alkalmi kiadványként (húsvétra, nyári szám, évkezdésre, karácsonyra), majd végül havilapként. A tengerentúli megjelenés idején (1951-től 1990-ig) A Szív a világban szétszóródott magyarság legismertebb lapja volt. Elsődleges célkitűzése az volt, hogy segítse az emigrációban élő magyar olvasókat a tájékozódásban, a kapcsolattartásban, a keresztény-vallási kultúra megélésében a megváltozott körülmények között.
A rendszerváltás után a szerkesztőség újra Magyarországra költözött. Itthon huszonhétezer példánnyal indult és csakhamar a legjelentősebb keresztény kulturális hagyománnyal rendelkező családi magazinná vált.
Jelenlegi példányszáma 6200.

## Profilja
A folyóirat címe a múlt század egyik legjelentősebb katolikus lelkiségi áramlatára, a Jézus Szíve tiszteletre vezethető vissza. E lelkiség lényegi üzenete az, hogy Isten nemcsak mint "mozdulatlan Mozgató" létezik, hanem együtt is érez (akár együtt is szenved) az emberrel: segíti, vigasztalja, teljessé teszi életét. A Jézus Szíve lelkiséget nem véletlenül pártolták és terjesztették mindenekelőtt a jezsuiták; a rendalapító, Loyolai Szent Ignác lelkiségének jelmondata volt: „Mindenben Istent keresni és megtalálni”. A Jézus Szíve lelkiség elsősorban nem ájtatosság, hanem hivatás a világ jobbá tételére, mások értékeinek befogadására és a rászorulókkal való szolidaritásra: „a teljes, történelmi, reális Krisztus reális követése igazságban és tettben” (Bíró Ferenc, A Szív alapítója).
Ez a hagyomány kötelezi A Szív szerkesztőségét, hogy merjen továbbra is nagy nyitottsággal és bizalommal fordulni olyan spirituális és kulturális megnyilvánulások felé is, amelyekre más egyházi médiumok figyelme talán nem terjed ki; továbbá, hogy keresse a társadalmi igazságosság előmozdításának lehetőségét a másként gondolkodókkal (is) folytatott dialógus útján. Ezt az irányultságot támasztja alá a jezsuiták küldetésnyilatkozata is, amelyek szerint fokozott figyelemmel kell kísérni minden értékhordozó és -közvetítő tevékenységet, valamint aktívan tenni kell a társadalom peremére sodródott tömegek jövőjéért:
"Célunk Igazságos, befogadó társadalom építése, új utak keresésével, melynek során a „határokig” el kell menni a teológiai reflexióban és a mai kultúrával folytatott párbeszédben..."
A folyóirat szerkesztése során ezért meghatározó súllyal bír a társadalom peremén élők érdekeinek szem előtt tartása, például a magyarországi cigányság helyzete, a határon túli és szórványban élő magyar közösségek élete és kulturális hagyatéka, a mélyszegénységben élők érdeke, a nevelőszülők helyzete, stb.
Miután a múlt század kilencvenes éveiben számos keresztény lelkiségi és családi magazin indult, 2007-ben A Szív szerkesztősége profilváltás mellett döntött: a cél a kulturális és önismereti irányvonal erősítése, a párbeszéd előmozdítása különböző társadalmi és kulturális identitással bíró csoportok között. A szerkesztőség beköltözött a Párbeszéd Házába (1085 Budapest, Horánszky utca 20.), ahol egy-egy témában író-olvasó találkozókat, könyvbemutatókat szervez, továbbá a LoyolaCafé indításában közreműködőként részt vesz az ott folyó kulturális programok szervezésében.

## Célközönség
Elsődleges célközönség a nyitott gondolkodású, a párbeszéd lehetőségeit kereső értelmiségiek, akik törekszenek az élet mélyebb összefüggéseinek megértésére, illetve, akik a keresztény lelkiségi és kulturális hagyományra nyitottan, tudatosan igyekeznek megélni életüket. A szerkesztés során nem csak az elkötelezetten vallásos embereket tartják szem előtt, hanem azokat is, akik valamilyen oknál fogva – talán hiteles példák híján – már nem, vagy még nem tartoznak a felekezetileg elkötelezett emberek közé.
A magyar sajtótermékek gazdag választékán belül a szerkesztőség célkitűzése, hogy megtalálják a hangot az akadémikus igényességgel szerkesztett folyóiratok és a családi magazinok világa között. Ezért elsősorban olyan szerzőket szólaltatnak meg, akik megfelelő kompetenciával, ám a szoros értelemben vett akadémikus nyelvezetet kerülve rá tudnak tapintani egy-egy téma lényegére.

## Rovatok
A lap nem tematikus folyóirat, de minden számnak van egy központi és többször visszatérő gondolata, amit elsősorban az aLapgondolat rovat jár körül különböző megközelítésben. Előfordul, hogy néhány más rovat is rezonál az adott hónap központi témájára, de több állandó rovatunk a hónap témájától független tartalommal jelentkezik (például a kifejezetten kulturális rovat, a SzínTér; vagy a pedagógiai rovat, az AnyaApaGyerekek).
- A hónap imája (a tematikus rész felvezetője lírai hangvétellel)
- Beköszöntő (vezércikk)
- Küldetés (a párbeszéd kultúráját művelő egy-egy magyarországi intézmény vagy magyar vonatkozású rendezvény bemutatása)
- aLapgondolat (egy-egy téma többoldalú megközelítése)
- SzentÍrás (a hónap témájának megközelítése a biblikus hagyomány szempontjából)
- ImaÉlet (lelkiségi rovat)
- SzépÍrás (kortárs és klasszikus magyar irodalom, beszélgetések kortárs szerzőkkel)
- IstenTudomány (tudományos fejlemények, például a Kossuth-díjjal vagy Nobel-díjjal kitüntetett kortársak munkájának ismertetése, széleskörűen ismert könyvek mondanivalójának méltatása a keresztény lelkiségi és kulturális hagyománnyal folytatott párbeszéd lehetősége szempontjából)
- AnyaApaGyerekek (a szülők és gyerekek egymás közti viszonyának megvilágítása pszichológiai és pedagógiai megközelítésben).
- SzínTér (a folyóirat kb. egyharmada, kifejezetten kulturális vonatkozású szövegek, beszélgetések írókkal, festőkkel, színészekkel, sportolókkal, természetvédelem, kiállítások, előadások, rendezvények bemutatói, a Magyar Nemzeti Galéria egyik festményének műelemzése, a MNG időszaki kiállításainak hirdetése és méltatása).

## Szerkesztőség
- A szerkesztőség címe: H-1085 Budapest, Horánszky utca 20.
- E-mail cím: info@jezsuitakiado.hu
- Honlap: jezsuitakiado.hu
- Főszerkesztő: Horváth Árpád SJ
- Felelős szerkesztő: Tornya Erika RSCJ
- Igazgatóhelyettes, kiadványmenedzser: Végh Dániel
- Szerkesztők: Jenei Gyöngyvér, Major Szabolcs, Szigeti László
- Irodavezető: Michels Anna
- Logisztikai koordinátor: Dienes Tibor
- További munkatársak, önkéntesek: Forrai Katalin, Zólyomi Kata, Kisdi Benedek
- Grafikai tervezés: Molnár Tamás
- Szerkesztőbizottság: Bartók Tibor SJ, Bárdosy Éva, Dyekiss Virág, Lázár Kovács Ákos, Lukács János SJ, Nemeshegyi Péter SJ, Patsch Ferenc SJ, Sajgó Szabolcs SJ, Szabó Ferenc SJ, Szilvay Gergely, Török Csaba.[2]